# Anna Klumpke
Pour les articles homonymes, voir Klumpke.
Anna Elizabeth Klumpke, née le 28 octobre 1856 à San Francisco et morte dans la même ville le 9 février 1942, est une artiste peintre américaine.

## Biographie
Anna Klumpke est la sœur de l'astronome Dorothea Klumpke Roberts, de la neurologue Augusta Dejerine-Klumpke, de la violoniste et compositrice Julia Klumpke et de la pianiste Mathilda Klumpke.
Sa mère l'emmène à Paris en 1871. Passionnée de peinture, elle a pour professeur le peintre Pierre Auguste Cot. Elle étudie par intermittence à l'Académie Julian de 1880 à 1888. Elle présente son travail au Salon des artistes français en 1884 et y expose ensuite régulièrement avec succès.

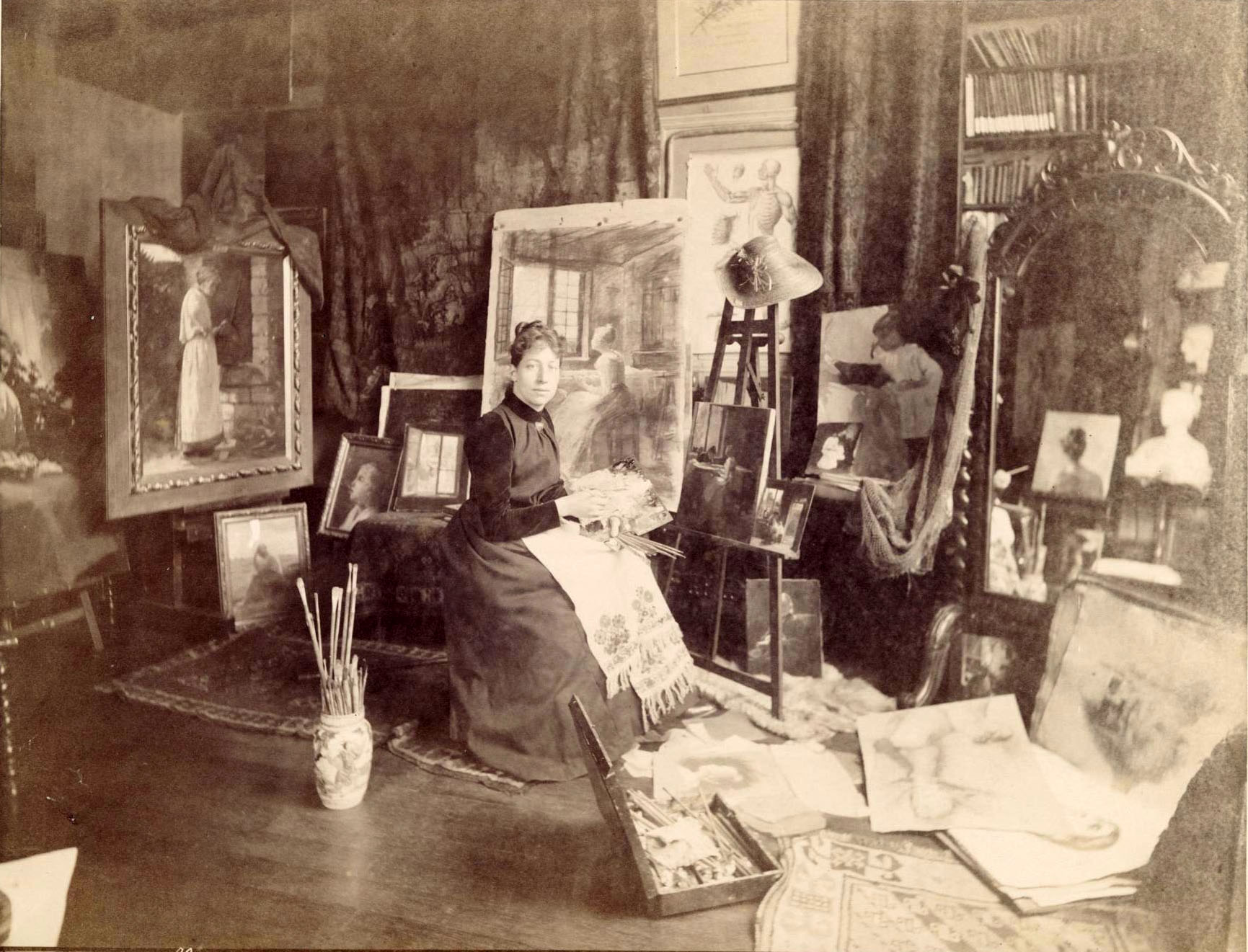
Anna Kumpke dans son atelier, vers 1885-1890
photographie anonyme
New York, The Frick Collection

Le 15 octobre 1889, elle sert d'interprète entre John Arbuckle, un ami de Buffalo Bill, et Rosa Bonheur (1822-1899), la célèbre artiste peintre animalière de l'époque dont la renommée est alors immense aux États-Unis.
Alors qu'elle travaille comme portraitiste à Boston, elle correspond pendant dix ans avec Rosa Bonheur. Elle finit par oser lui demander l'autorisation de réaliser son portrait. La réponse de Rosa Bonheur est enthousiaste. Anna Klumpke vient séjourner au château de By à Thomery en Seine-et-Marne en 1898 pour réaliser ce portrait. Rosa Bonheur a alors 76 ans, et l'arrivée de l'Américaine lui redonne de la joie de vivre. Rosa Bonheur fait tout pour que le séjour d'Anna Klumpke soit le plus long possible, elle fait construire un atelier dans le parc du château afin qu'elle puisse peindre tranquillement. Klumpke finit par promettre de rester au château de By jusqu'à la mort de Rosa Bonheur. Pendant cette année sous le toit de l'artiste, elle écrit, sous la dictée de Rosa Bonheur, une biographie qu'elle complète par son propre journal.
À la mort de Rosa Bonheur en mai 1899, Anna Klumpke est sa légataire universelle. Elle fait tout pour conserver l'atelier et les œuvres de Bonheur afin de les transmettre aux générations futures. En mémoire de l'artiste, elle fonde le prix Rosa-Bonheur doté d'une somme d'argent qu'elle prélève sur sa part d'héritage de sa bienfaitrice.
En 1908, elle publie chez Flammarion la biographie en français et en anglais : Rosa Bonheur, sa vie son œuvre. Sa carrière suit son cours des deux côtés de l'Atlantique jusqu'à sa mort, survenue à San Francisco le 9 février 1942. Elle est inhumée à Paris au cimetière du Père-Lachaise (74e division) au côté de Rosa Bonheur dans le caveau de la famille Micas, que Rosa Bonheur considérait comme sa véritable famille.
Le château de By et l'atelier de Rosa Bonheur à Thomery conservent un important fonds d'œuvres d'Anna Klumpke ainsi que de nombreux effets personnels.

## Œuvres
- Femme assise avec un foulard rouge, 1886, huile sur toile, 91 × 72 cm, Collection privée, vente 2008[4]
- Dans la buanderie, 1888, huile sur toile, 201 × 170 cm, Pennsylvania Academy of the Fine Arts[5]
- Elizabeth Cady Stanton, 1889, huile sur toile, 101 × 82 cm, National Portrait Gallery, Washington[6]
- Un moment de repos, Barbizon, 1891, pastel sur papier marouflé sur toile, 40 × 32 cm, Collection privée vente 2014[7]
- Portrait of Miss Mary Sophia Walker, 1895, huile sur toile, 66 × 56 cm, Bowdoin College Museum of Art, Brunswick
- Rosa Bonheur, 1898, huile sur toile, 117 × 98 cm, Metropolitan Museum, New York[2]
- Au milieu des lys, 1909, huile sur toile, 116 × 81 cm, Musées des Beaux-Arts de San Francisco[8]
- Portrait du père de l'artiste, 1912, huile sur toile, 97 × 117 cm, Collection privée, vente 2013[9]

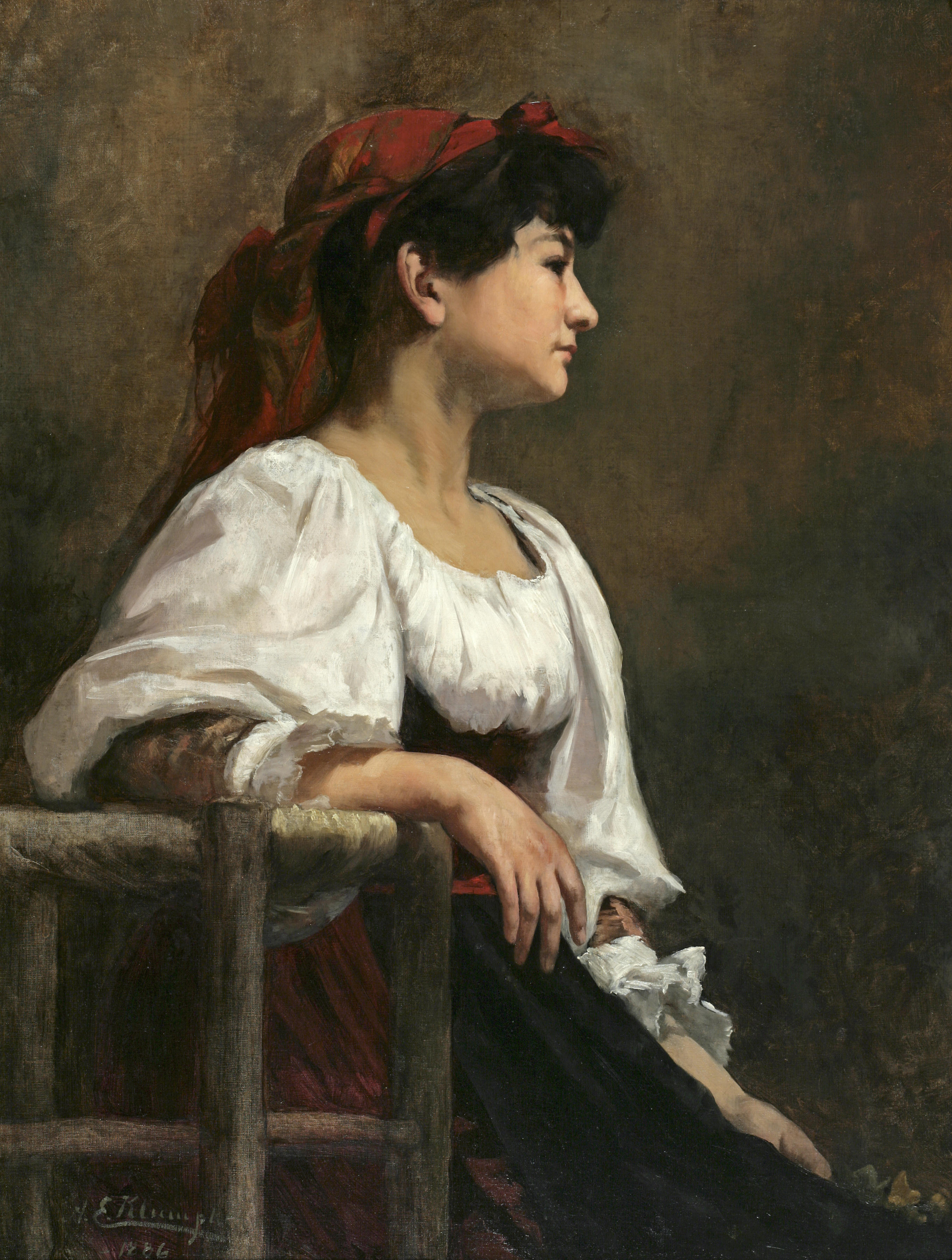
Femme assise avec un foulard rouge, 1886 Collection privée, vente en 2008.
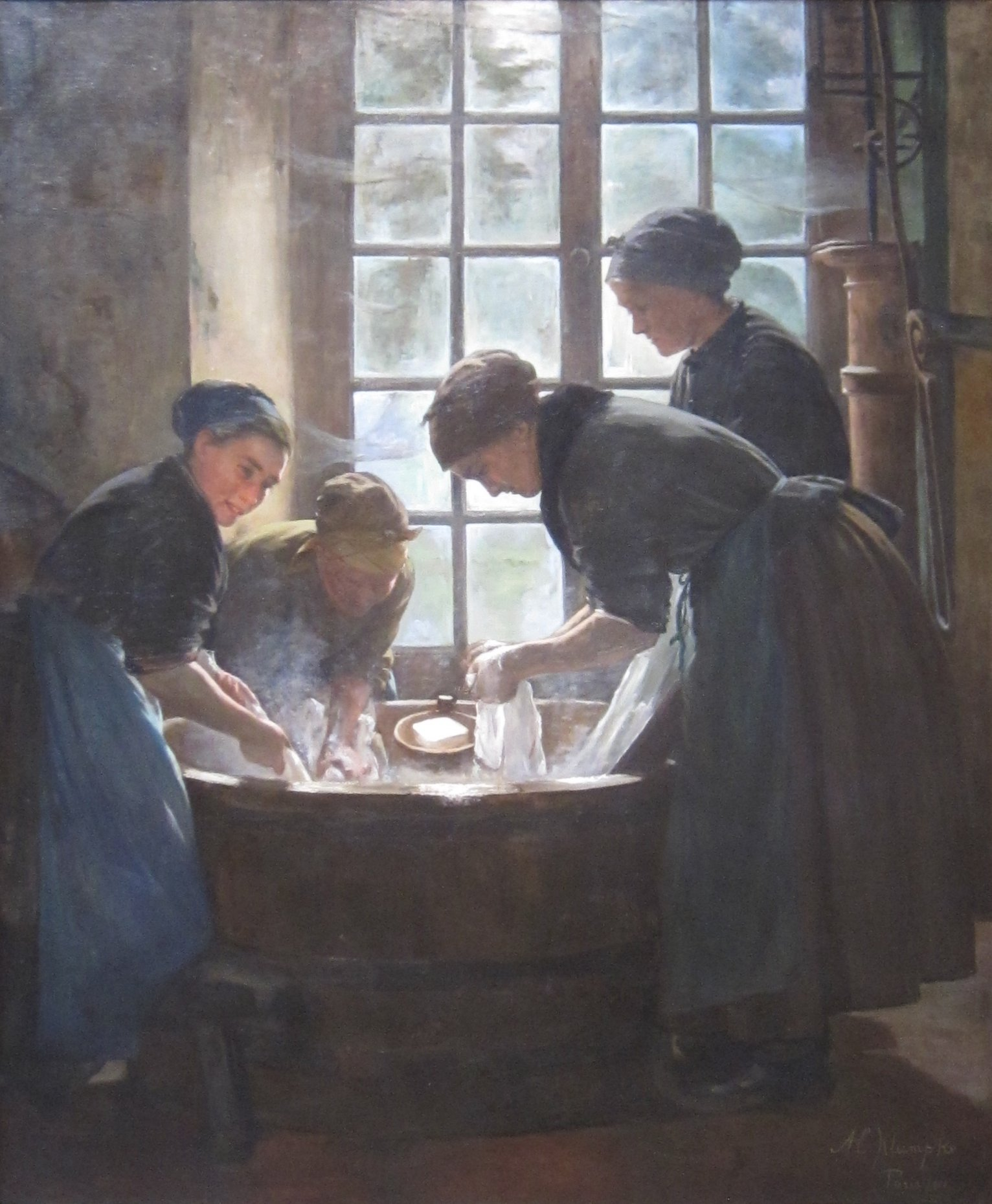
La Buanderie, 1888 Académie de Pennsylvanie.
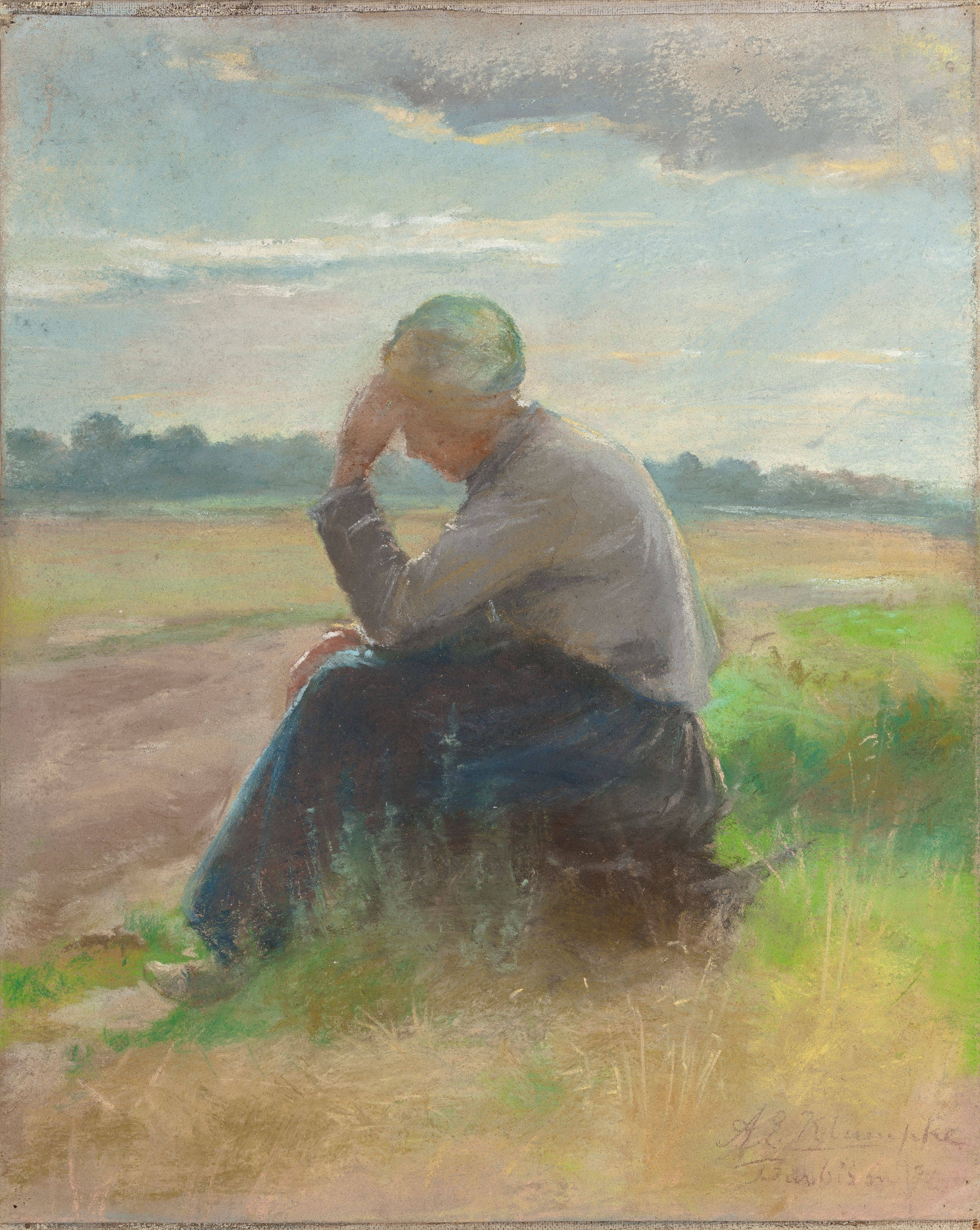
Un moment de repos, Barbizon, 1891 pastel sur papier Collection privée, vente en 2014.
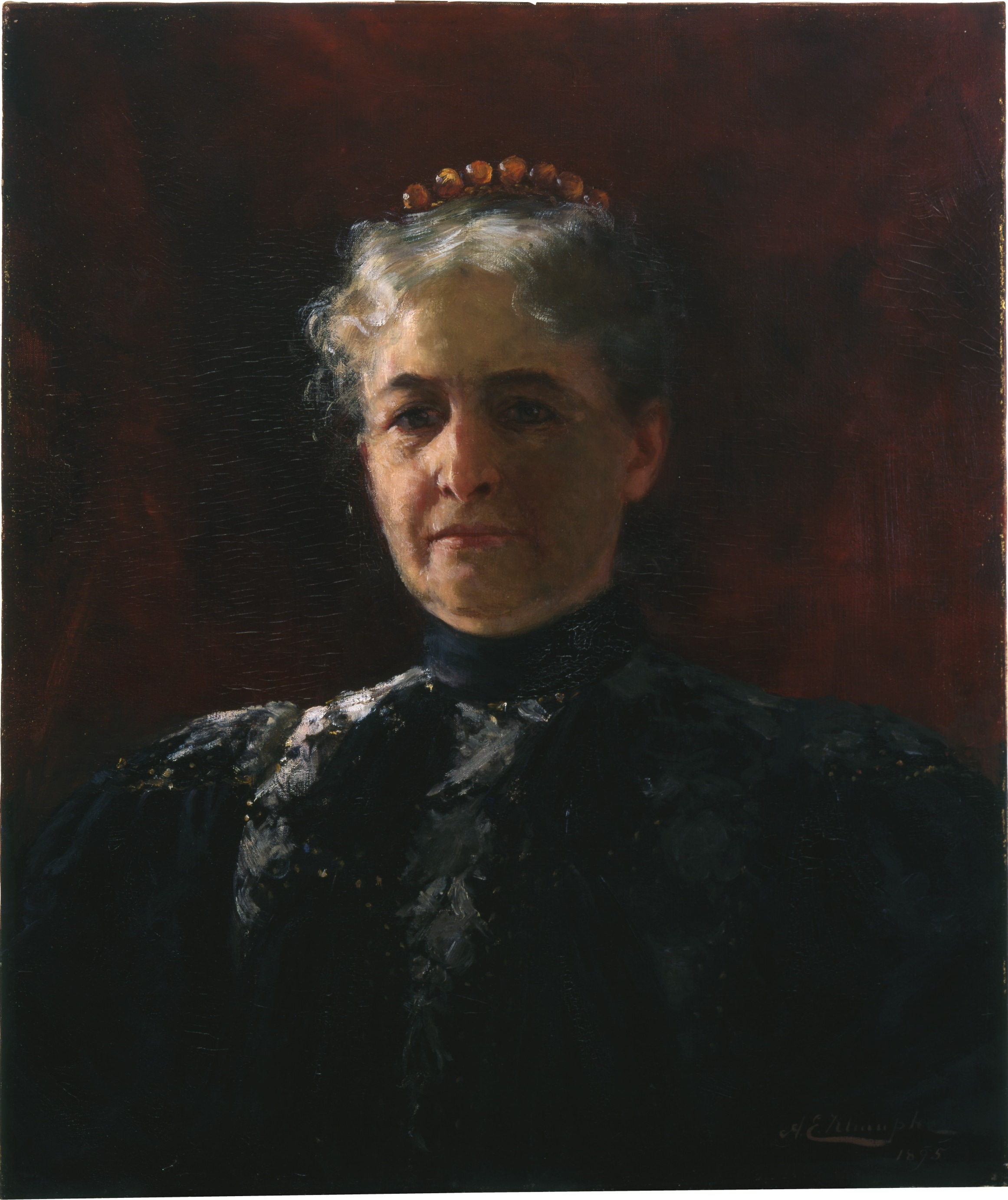
Portrait of Miss Mary Sophia Walker, 1895 Bowdoin College, Brunswick.
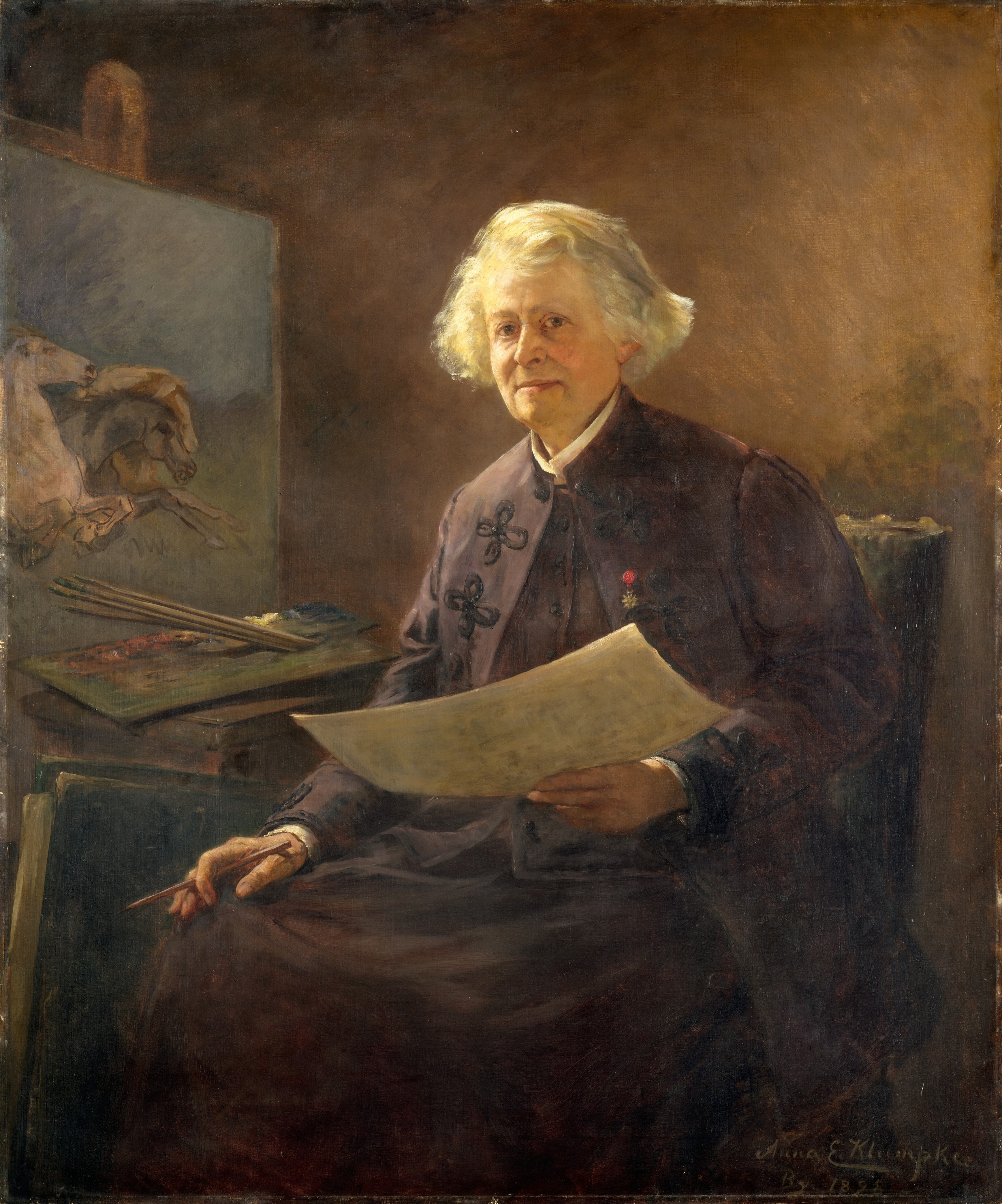
Portrait de Rosa Bonheur, 1898 New York, Metropolitan.
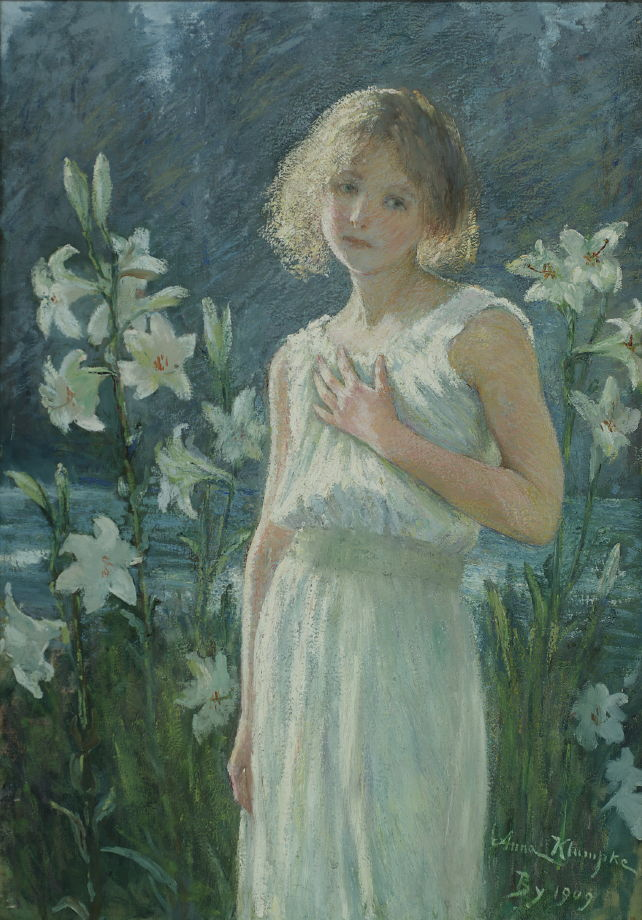
Un jeune lys, 1909 Musées des Beaux-Arts de San Francisco.
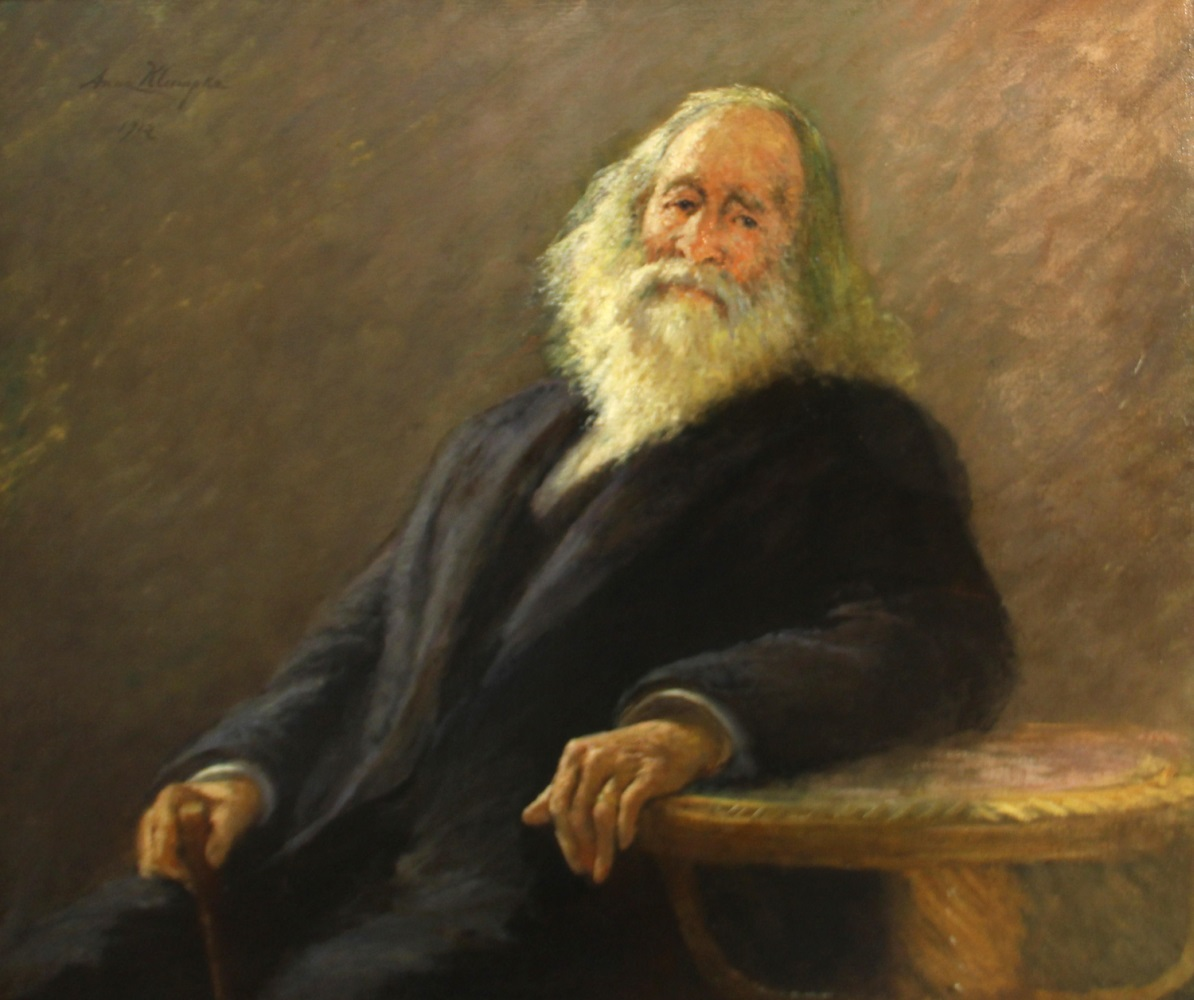
Portrait du père de l'artiste, 1912 Collection privée, vente en 2013.

## Ouvrages
- Rosa Bonheur : sa vie, son œuvre, Paris, Flammarion, 1908.

## Distinctions
- Médaille d'argent de la Reconnaissance française.
- Deux médailles d'argent à l'Académie Julian, Paris.
- Mention honorable au Salon des artistes français de 1885, Paris.
- Médaille de bronze à l'Exposition universelle de 1889, Paris.
- Médaille d'argent des Amis de Versailles, 1889.
- Temple Gold Medal 1889, Philadelphie.
- Médaille de bronze à l'Exposition universelle de 1905, Saint-Louis.
- Chevalier de la Légion d'honneur[10] par décret du 27 juillet 1924[11].